# Peter Damerow
Peter Damerow (* 20. Dezember 1939 in Berlin; † 20. November 2011 ebenda) war ein deutscher Wissenschaftshistoriker, der sich auch mit Altorientalistik und kognitiver Psychologie beschäftigte.

## Leben und Wirken

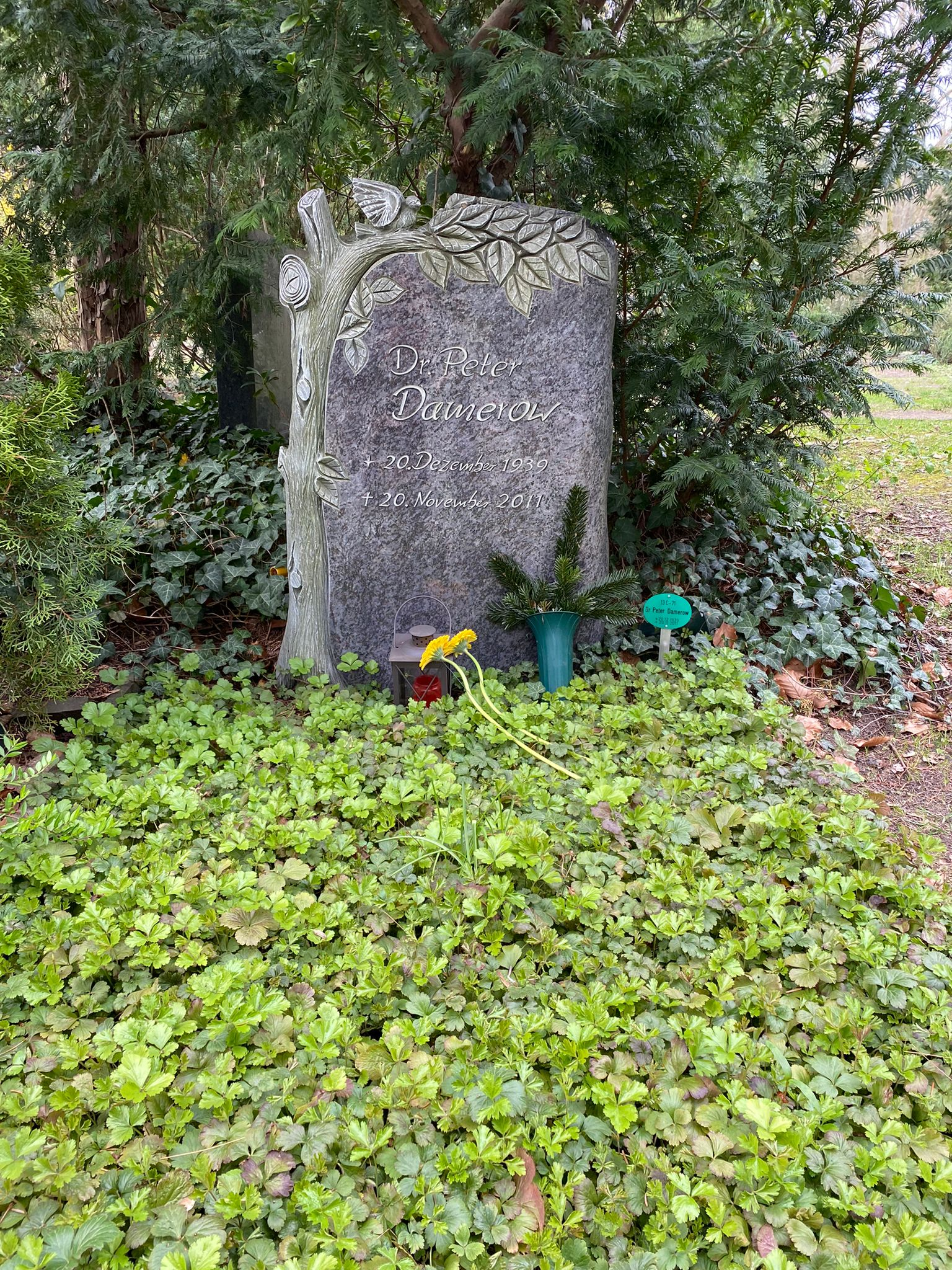
Grabstätte auf dem Parkfriedhof Lichterfelde

Damerow studierte Mathematik unter anderem an der FU Berlin (wo er 1965 mit Wolfgang Lefèvre AStA-Vorsitzender war) und promovierte 1977 an der Universität Bielefeld (Die Reform der Lehrpläne für den Mathematikunterricht der Sekundarstufe I in den Ländern der Bundesrepublik Deutschland 1963–1974). Er war in den 1980er Jahren am Max-Planck-Institut für Bildungsforschung in Berlin und befasste sich mit kognitiver Psychologie, insbesondere der Entstehung des Zahlkonzepts. 1994 habilitierte er sich an der Universität Konstanz. Seit 1997 war er ständiger Mitarbeiter (Research Scholar) am Max-Planck-Institut für Wissenschaftsgeschichte in Berlin. Er beschäftigte sich unter anderem mit der Entwicklung der frühen Mathematik (Arithmetik) und der Schrift in Babylonien (sowie Keilschrifttexten zur Bautechnik) und der Entwicklung der Mechanik in der frühen Neuzeit. Er war am Projekt der Digitalisierung von Keilschrifttexten beteiligt, das unter Leitung von Hans J. Nissen von der FU Berlin stand. Dabei interessierte er sich insbesondere für Texte aus Uruk und war maßgeblich an der 3D-Digitalisierung von Tontafeln der Hilprecht-Sammlung beteiligt.
Peter Damerow, der zuletzt in seinem Haus in Berlin-Lichterfelde lebte, starb am 20. November 2011 im Universitätsklinikum Benjamin Franklin an Krebs. Er wurde auf dem Parkfriedhof Lichterfelde beigesetzt.
2013 wurde ihm von seinen ehemaligen Kollegen Manfred D. Laubichler, Jane Maienschein und Jürgen Renn der Aufsatz Computational Perspectives in the History of Science: To the Memory of Peter Damerow gewidmet, der in der Zeitschrift Isis erschienen ist. In einer Fußnote merken sie an, dass Damerow ein Pionier in der Übernahme neuer Perspektiven und Methoden in der Wissenschaftsgeschichte war und einer der frühesten Befürworter numerischer (computational) Zugänge und von Open Access.

## Schriften
- als Herausgeber mit Wolfgang Lefèvre: Rechenstein, Experiment, Sprache. Historische Fallstudien zur Entstehung der exakten Wissenschaften. Klett-Cotta, Stuttgart 1981, ISBN 3-12-931810-0.
- mit Robert K. Englund: The Proto-Elamite Texts from Tepe Yahya (= The American School of Prehistoric Research. Bulletin. 39). Peabody Museum of Archaeology and Ethnology – Harvard University, Cambridge MA 1989, ISBN 0-87365-542-7.
- mit Gideon Freudenthal, Peter McLaughlin, Jürgen Renn: Exploring the limits of preclassical mechanics. A study of conceptual development in early modern science. Free fall and compounded motion in the work of Descartes, Galileo, and Beeckman. Springer, New York NY u. a. 1992, ISBN 0-387-97602-7.
- Abstraction and Representation. Essays on the cultural evolution of thinking (= Boston Studies in the Philosophy and History of Science. 175). Kluwer, Dordrecht u. a. 1995, ISBN 0-7923-3816-2.
- mit Hans J. Nissen, Robert K. Englund: Frühe Schrift und Techniken der Wirtschaftsverwaltung im alten Vorderen Orient. Informationsspeicherung und -verarbeitung vor 5000 Jahren. Franzbecker, Bad Salzdetfurth 1990, ISBN 3-88120-110-6 (mehrere Auflagen).
  - englisch: Archaic bookkeeping. Early writing and techniques of economic administration in the ancient Near East. Translated by Paul Larsen. University of Chicago Press, Chicago IL u. a. 1993, ISBN 0-226-58659-6.
- als Herausgeber mit Jens Høyrup: Changing views on ancient near eastern mathematics (= Berliner Beiträge zum Vorderen Orient. Band 19). Reimer, Berlin 2001, ISBN 3-496-02653-7 (aus entsprechendem Seminar an der FU Berlin seit 1983).
- Die Rolle des Werkzeugs bei der Ausbildung der Mechanik als Wissenschaft. In: Renate Wahsner (Hrsg.): Hegel und das mechanistische Weltbild. Vom Wissenschaftsprinzip Mechanismus zum Organismus als Vernunftbegriff (= Hegeliana. 19). Lang, Frankfurt am Main u. a. 2005, ISBN 3-631-53668-2, S. 27–42.
- The material culture of calculation: a theoretical framework for a historical epistemology of the concept of number. In: Uwe Gellert, Eva Jablonka (Hrsg.): Mathematisation and demathematisation. Social, philosophical and educational ramifications. Sense Publishers, Rotterdam u. a. 2007, ISBN 978-90-8790-012-0, S. 19–56.
- Jürgen Renn, Matthias Schemmel (Hrsg.): Culture and cognition. Essays in honor of Peter Damerow (= Max Planck research library for the history and development of knowledge. Proceedings. 11). Edition Open Access, Berlin 2019, ISBN 978-3-945561-33-1 (Seite über das Buch, Online-Fassung (Open Access)).